# Astragalus phalacrophyton
Astragalus phalacrophyton är en ärtväxtart som beskrevs av I.Deml. Astragalus phalacrophyton ingår i släktet vedlar, och familjen ärtväxter. Inga underarter finns listade i Catalogue of Life.